# KamAZ-6520
Der KamAZ-6520 (russisch КамАЗ-6520, aktuelle Eigenschreibweise des Herstellers KAMAZ-6520) ist ein dreiachsiger Kipper des russischen Nutzfahrzeugherstellers KAMAZ. Mit diesem Modell aus dem Jahr 2002 versucht der Hersteller auf den westeuropäischen Markt vorzudringen. Mit dem KamAZ-6522 existiert ein sehr ähnlicher Lastwagen mit Allradantrieb.

## Beschreibung

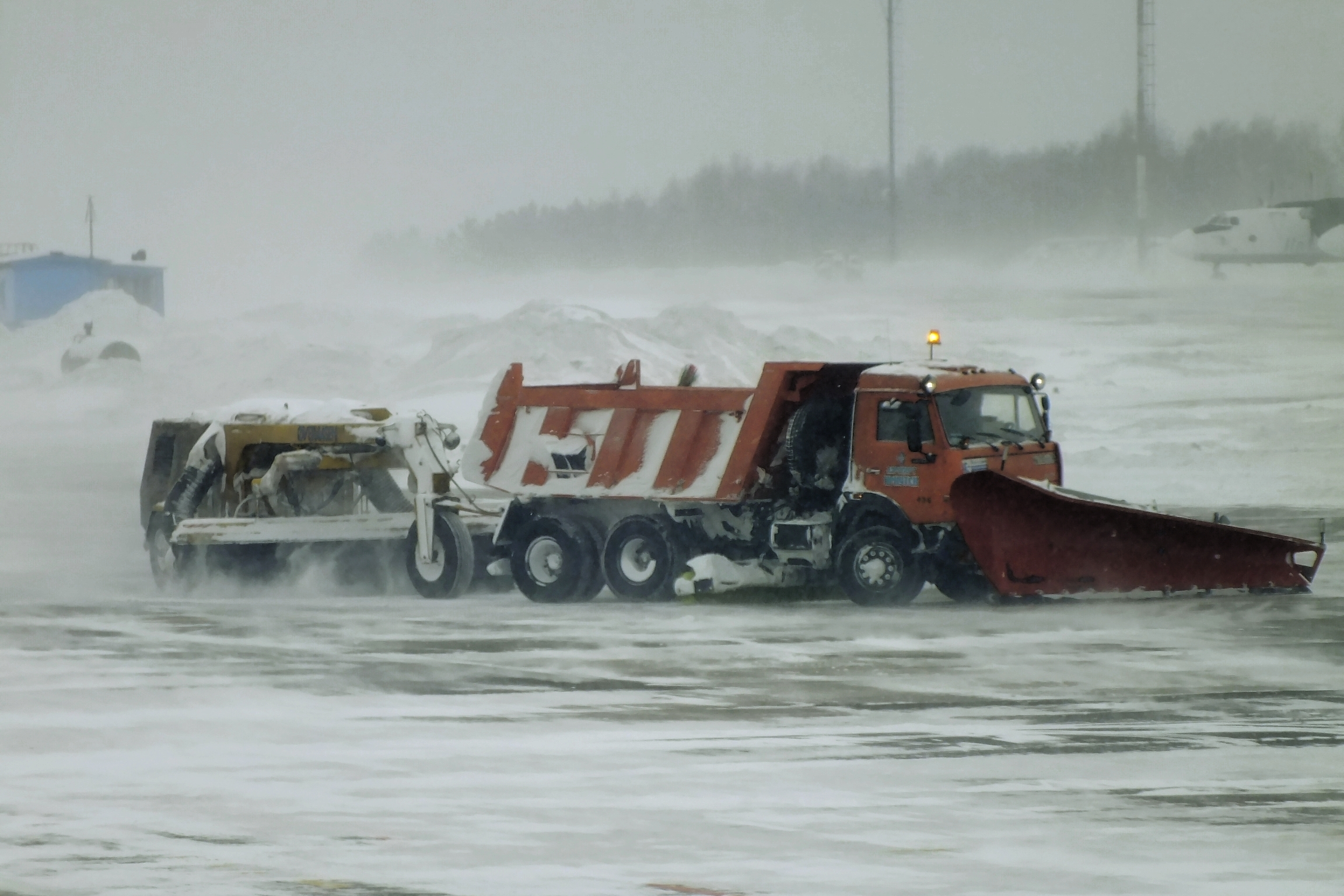
Ein KamAZ-6520 am Flughafen Irkutsk als Räumfahrzeug (2012)

Das Lkw-Modell wird mit zwei verschiedenen Motoren angeboten. Zum einen wird der Lkw für den GUS-Markt mit einem V8-Turbodieselmotor vom Typ 740.51-320 (Abgasnorm Euro-2) mit 11,76 Liter Hubraum ausgestattet, zum anderen wird der KamAZ-6520, speziell für den westeuropäischen Markt, mit einem 6-Zylinder-Turbodieselmotor des Typs ISLe350-30 vom US-Motorenhersteller Cummins mit 8,9 Liter Hubraum angeboten (Abgasnorm Euro-3). Das Getriebe stammt von ZF. Zudem wurde die Fahrerkabine überarbeitet und entspricht somit westlichen Standards. Anzumerken ist, dass der KamAZ-6520 mit einer Vorheizanlage für den Motor ausgerüstet werden kann, die einen Start bei −45 °C ermöglichen soll.
Mit dem KamAZ-65201 wird auch eine vierachsige Version des Fahrzeugs hergestellt. Seit 2016 gibt es mit dem KamAZ-6580 einen Nachfolger für das Fahrzeug.

## Technische Daten
Mit Stand 2016 gibt der Hersteller folgende technischen Daten an.
- Motor: KAMAZ 740.51-320
- Motortyp: V8-Turbodieselmotor
- Hubraum: 11,76 Liter
- Abgasnorm: Euro-2
- Leistung: 235 kW (320 PS)
- Getriebe: mechanisch, 16 Gänge
- Getriebetyp: ZF 16S1820
- Höchstgeschwindigkeit: 95 km/h
- Antriebsformel: 6×4

Abmessungen und Gewichte
- Länge: 7800 mm
- Höhe: 3055 m
- Breite: 2460 mm
- Radstand: 3600 + 1440mm
- Muldeninhalt: 9 m³
- Leergewicht: 11.900 kg
- Nutzlast: 20.000 kg
- Gesamtmasse: 31.900 kg
- Reifendimension: 12.00R20, Schlauchreifen